# Stefan Della Rovere
Stefan Gabriele Della Rovere (Richmond Hill, 25 febbraio 1990) è un hockeista su ghiaccio canadese naturalizzato tedesco di ruolo attaccante.

## Biografia
Si mise in luce nella lega giovanile Ontario Hockey League con la maglia dei Barrie Colts, tanto da essere scelto dai Washington Capitals al draft 2008, confermandosi poi anche a livello di nazionale under-20 (un oro ed un argento ai mondiali di categoria).
Nell'aprile del 2010 Della Rovere, che già nella stagione precedente aveva fatto il suo esordio tra i professionisti disputando due incontri in ECHL, firmò un contratto triennale coi Capitals, e disputò due incontri con il farm team in AHL, gli Hershey Bears. Nell'estate successiva passò ai St. Louis Blues nell'ambito dello scambio che portò ai Capitals D. J. King. Giocò in NHL soli sette incontri nella prima stagione, passando i tre anni successivi al farm team Peoria Rivermen.
Le successive due stagioni le giocò in ECHL, con Florida Everblades e Orlando Solar Bears.
Nel 2015 si trasferì in Europa, dove disputò il campionato italiano con il Valpellice, con cui vinse la Coppa Italia. Il Valpellice non aderì, nella successiva estate, alla neonata Alps Hockey League, ripartendo dalla Serie C, e Della Rovere rimase svincolato. A novembre firmò col Fassa, in Alps Hockey League. La sua seconda esperienza in Italia durò tuttavia solo pochi mesi: nel successivo mese di febbraio si trasferì in EIHL con gli scozzesi del Braehead Clan.
Nell'estate del 2017 si accasò ai Kassel Huskies in DEL2, ma la sua esperienza in Germania durò una sola stagione: già al termine della stagione la squadra annunciò che il contratto non gli sarebbe stato rinnovato. Nel suo periodo a Kassel ottenne il passaporto tedesco.
Per la stagione 2018-2019 fece ritorno in EIHL, agli Sheffield Steelers. Già in gennaio tuttavia fece ritorno in DEL2, coi Dresdner Eislöwen. Al termine della stagione si è accasato agli Heilbronnen Falken, sempre in DEL2.

## Palmarès

### Giovanili
- Campionato del mondo U20:

Canada under 20:  2009,  2010

### Club
- Coppa Italia: 1

Valpellice: 2015-2016